# سودرتاليا

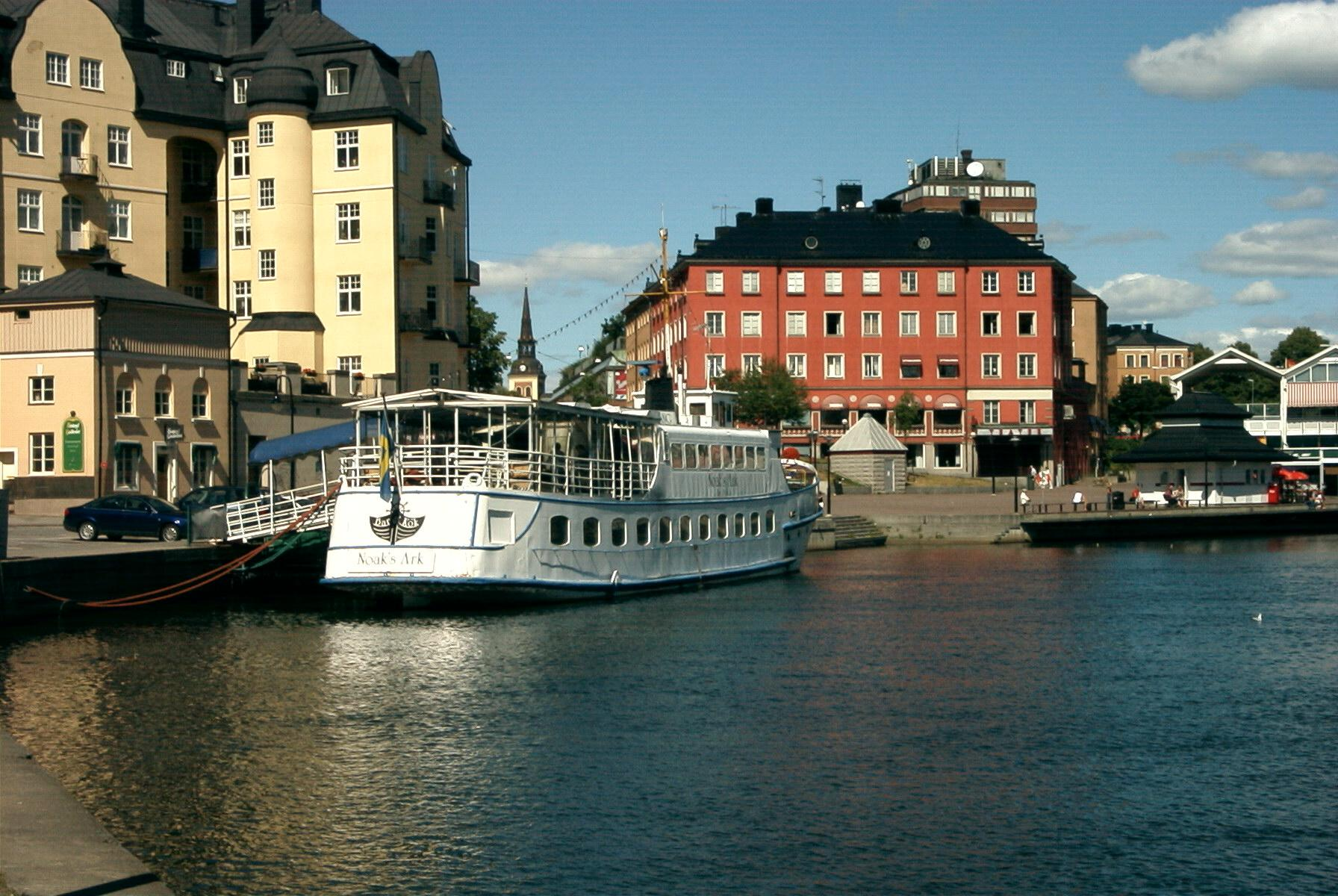

سودرتاليه هي إحدى البلديات الكبيرة الموجودة جنوب مدينة ستوكهولم عاصمة السويد بلغ عدد سكانها 81,000 نسمة عام 2009 ومساحة تقدر بـ 2529 هكتار.وتعتبر سودرتاليه أكبر منطقة صناعية في العاصمة ستوكهولم.
تضم المدينة على مجتمع آشوري/سرياني/كلداني ملحوظ، ويُطلق عليها أحياناً تسمية «عاصمة الآشوريين في العالم». يُذكر أن الجالية الآشورية/السريانية/الكلدانية تعتبر من أنجح الجاليات المهاجرة في السويد. وتملك الجالية السريانية الآشورية العديد من المدارس والمؤسسات الاجتماعية والثقافية في السويد فضلًا عن عدد من القنوات التلفزيون الناطقة في اللغة السريانية مثل سوريويو سات وقناة سورويو؛ ونوادي كرة قدم مثل نادي آسيريسكا ونادي سيريانسكا.

## المناخ
يظهر الجدول التالي التغييرات المناخية على مدار السنة لسودرتاليه:
| البيانات المناخية لـسودرتاليا             | البيانات المناخية لـسودرتاليا | البيانات المناخية لـسودرتاليا | البيانات المناخية لـسودرتاليا | البيانات المناخية لـسودرتاليا | البيانات المناخية لـسودرتاليا | البيانات المناخية لـسودرتاليا | البيانات المناخية لـسودرتاليا | البيانات المناخية لـسودرتاليا | البيانات المناخية لـسودرتاليا | البيانات المناخية لـسودرتاليا | البيانات المناخية لـسودرتاليا | البيانات المناخية لـسودرتاليا | البيانات المناخية لـسودرتاليا |
| الشهر                                     | يناير                         | فبراير                        | مارس                          | أبريل                         | مايو                          | يونيو                         | يوليو                         | أغسطس                         | سبتمبر                        | أكتوبر                        | نوفمبر                        | ديسمبر                        | المعدل السنوي                 |
| ----------------------------------------- | ----------------------------- | ----------------------------- | ----------------------------- | ----------------------------- | ----------------------------- | ----------------------------- | ----------------------------- | ----------------------------- | ----------------------------- | ----------------------------- | ----------------------------- | ----------------------------- | ----------------------------- |
| متوسط درجة الحرارة الكبرى °م (°ف)         | 1 (33)                        | 1 (33)                        | 4 (40)                        | 10 (50)                       | 16 (61)                       | 20 (68)                       | 23 (73)                       | 22 (72)                       | 17 (62)                       | 10 (50)                       | 5 (41)                        | 1 (34)                        | 11 (51)                       |
| متوسط درجة الحرارة الصغرى °م (°ف)         | −2 (28)                       | −3 (27)                       | −2 (29)                       | 3 (37)                        | 8 (46)                        | 12 (53)                       | 15 (59)                       | 14 (58)                       | 10 (50)                       | 6 (42)                        | 2 (36)                        | −1 (30)                       | 5 (41)                        |
| الهطول مم (إنش)                           | 39 (1.5)                      | 27 (1.1)                      | 26 (1.0)                      | 30 (1.2)                      | 30 (1.2)                      | 45 (1.8)                      | 72 (2.8)                      | 66 (2.6)                      | 55 (2.2)                      | 50 (2.0)                      | 53 (2.1)                      | 46 (1.8)                      | 539 (21.2)                    |
| المصدر: World Weather Information Service |                               |                               |                               |                               |                               |                               |                               |                               |                               |                               |                               |                               |                               |

## توأمة
لسودرتاليه اتفاقيات توأمة مع:
- عنتاب

## أعلام
- آرنه يوهانسون
- إريك أبراهامسون
- كارل أبراهامسون
- ميكائيل اسحاق
- إدي موسى
- يان غيو
- غونار يوهانسون
- لؤي شنكو
- هنري يوهانسون
- كندي بكرجيكلو

## وصلات خارجية
- موقع البلدية الرئيسي على الشبكة